# Eduard al VII-lea al Regatului Unit
Eduard al VII-lea  (nume la naștere Albert Edward); (n. 9 noiembrie 1841, Greater London, Anglia, Regatul Unit al Marii Britanii și Irlandei – d. 6 mai 1910, Greater London, Anglia, Regatul Unit al Marii Britanii și Irlandei) a fost rege al Regatului Unit și al dominioanelor britanice și împărat al Indiei de la 22 ianuarie 1901, până la moartea sa, la 6 mai 1910. El a fost primul monarh britanic din Casa de Saxa-Coburg-Gotha, care a fost redenumită în Casa de Windsor de fiul său, George al V-lea.

## Primii ani

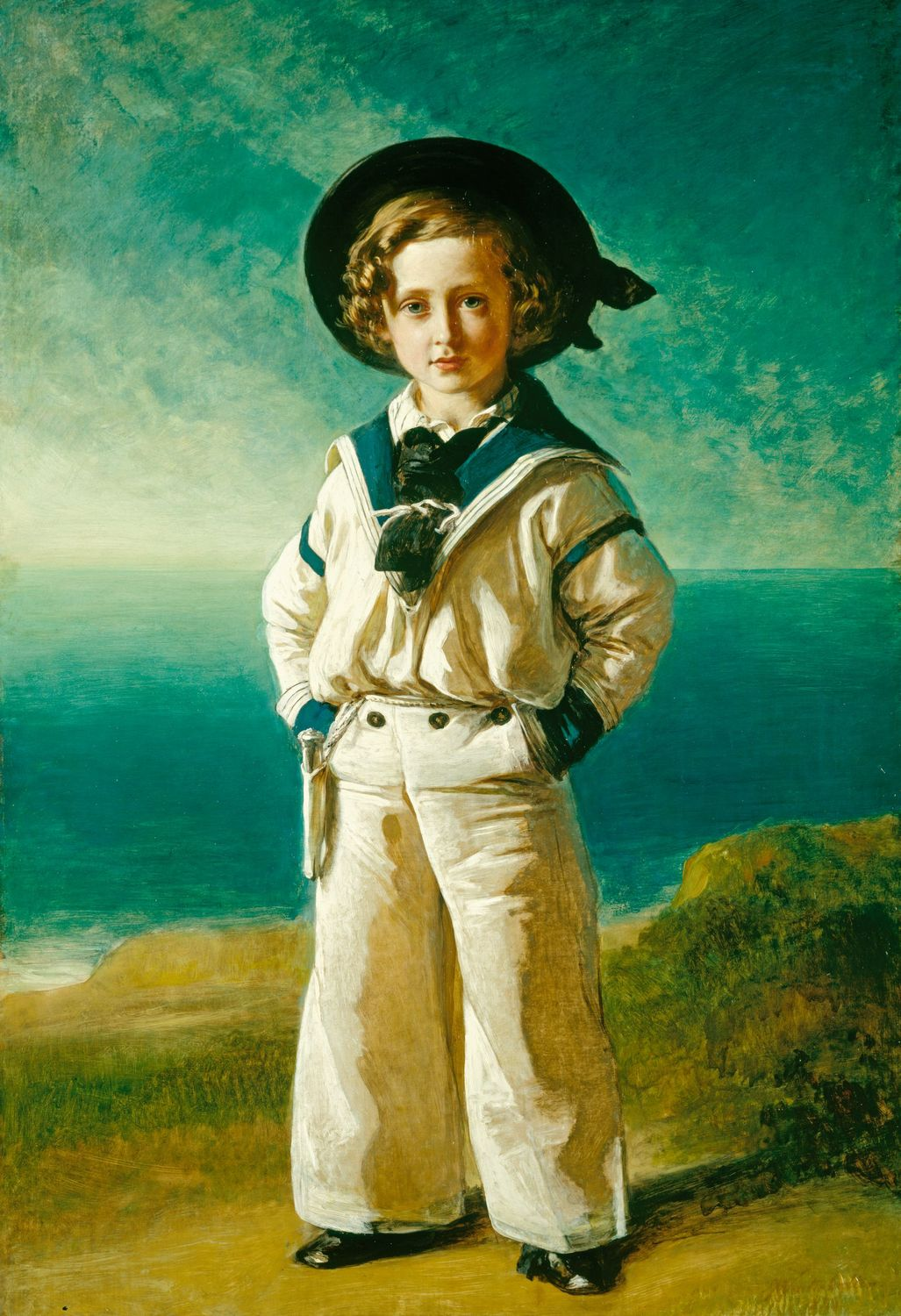
Prințul Albert Edward în costum de marinar, de Winterhalter, 1846.
Colecția Regală, Palatul St. James.

Eduard s-a născut la 9 noiembrie 1841 la ora 10:48 la Palatul Buckingham. Mama lui a fost Regina Victoria, singura fiică a prințului Edward Augustus, Duce de Kent și nepoată a regelui George al III-lea. Tatăl lui a fost prințul Albert de Saxa-Coburg-Gotha verișor și soț al reginei Victoria. În familie, pe tot parcursul vieții sale a fost cunoscut sub numele Bertie.
Fiind cel mai mare fiu al unui suveran britanic a primit în mod automat la naștere titlurile de Duce de Cornwall și Duce de Rothesay. Ca fiu al prințului Albert el a primit, de asemenea, titlurile de Prinț de Saxa-Coburg-Gotha și Duce de Saxonia. Regina Victoria și-a numit fiul Prinț de Wales și Conte de Chester la 8 decembrie 1841. A fost numit Conte de Dublin la 17 ianuarie 1850, Cavaler Garter la 9 noiembrie 1858 și Cavaler Thistle la 24 mai 1867. În 1863, el a renunțat la drepturile sale de succesiune la Ducatul de Saxa-Coburg-Gotha în favoarea fratelui său mai mic, Prințul Alfred.
În 1861 și-a început studiile la Trinity College, Cambridge. Eduard a sperat să urmeze o carieră în cadrul Armatei Britanice, dar acest lucru îi era interzis deoarece era moștenitor al tronului. Gradele sale militare au fost onorifice. În septembrie a fost trimis în Germania cu pretextul de a urmări manevre militare, dar, de fapt cu scopul de a se mijloci o întâlnire între el și prințesa Alexandra a Danemarcei, fiica cea mare a prințului Christian al Danemarcei. Regina Victoria și Prințul Albert deja deciseseră ca Eduard și Alexandra ar trebui să se căsătorească. Tinerii s-au întâlnit la 24 septembrie sub auspiciile surorii mai mari a lui Eduard, prințesa Victoria.
În decembrie 1861 soțul reginei Victoria moare pe neașteptate iar regina se retrage din viața publică. La scurt timp după ce decesul Prințului Albert, regina a organizat pentru Eduard un amplu turneu în Orientul Mijlociu, cu vizite în Egipt, Ierusalim, Damasc, Beirut și Constantinopol. După revenirea în Marea Britanie, Eduard și Alexandra s-au căsătorit la Capela St George, Windsor la 10 martie 1863. Eduard avea 21 de ani, iar Alexandra 18. Eduard va fi ultimul monarh până în 1981 care se va căsători în timp ce era Prinț de Wales.

## Mariajul

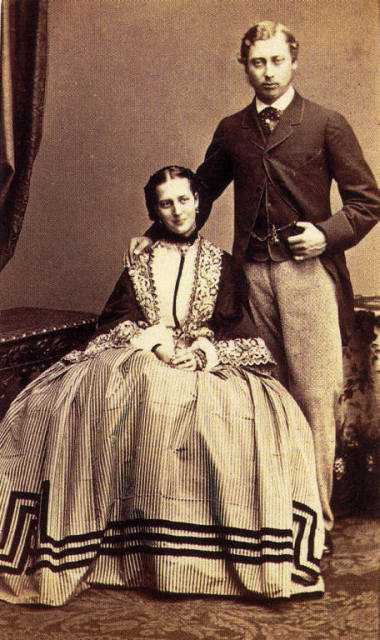
Prințul Albert Edward și Prințesa Alexandra, 1862.

Eduard și soția sa s-au stabilit la Casa Marlborough, reședința lor din Londra și la Casa Sandringham din Norfolk ca reședință de la țară. Căsătoria lor a stârnit dezaprobare în unele cercuri deoarece cele mai multe relații ale reginei Victoria erau germane iar Danemarca era în dispută cu Germania pentru teritoriile Schleswig și Holstein. După căsătorie, regina Victoria și-a exprimat neliniștea în legătură cu viața lor și a încercat să le dicteze pe diverse probleme, inclusiv numele copiilor.
Eduard a avut metrese pe tot parcursul vieții lui de bărbat căsătorit. A socializat cu actrițe: Lillie Langtry; Lady Randolph Churchill (mama lui Winston Churchill); Daisy Greville, Contesă de Warwick; actrița Sarah Bernhardt; Alice Keppel; cântăreața Hortense Schneider; prostituata Giulia Barucci; și umanista Agnes Keyser. Cât de departe a mers în aceste relații sociale nu este întotdeauna clar. Întotdeauna Eduard a făcut tot posibilul să fie discret însă nu a putut împiedica bârfa și speculațiile.
În 1869, Sir Charles Mordaunt, membru al Parlamentului britanic a implicat numele lui Eduard în divorțul său. Eduard a fost chemat ca martor la acest proces la începutul anului 1870. S-a dovedit că Eduard a vizitat casa lui Mordaunts în timp ce acesta nu era acasă. Deși nimic mai mult n-a fost dovedit iar Eduard a negat adulterul, imaginea a fost afectată.
Ultima metresă a lui Eduard, frumoasa Alice Keppel a fost invitată de soția lui Eduard, Alexandra, la Palatul Buckingham la capătul patului soțului ei când acesta era pe moarte în 1910. Una dintre stră-strănepoatele Alicei Keppel, Camilla Parker Bowles a devenit metresa, apoi soția Prințului Charles, stră-strănepot al regelui Eduard. Au existat zvonuri că bunica Camillei, Sonia Keppel (născută în mai 1900) a fost fiica nelegitimă a regelui Eduard. Totuși, Eduard nu a recunoscut niciodată nici un copil nelegitim. Se consideră că Alexandra era la curent cu aceste aventuri pe care a trebuit să le accepte.

## Prinț Moștenitor
În timpul văduviei reginei Victoria, Eduard a reprezentat-o pe mama sa la ceremonii și adunări publice. Totuși, mama sa nu i-a permis lui Eduard un rol activ până în 1898. Și-a supărat mama fiind de partea Danemarcei în problema teritoriilor disputate cu Germania (regina Victoria era pro-germană) și, în același an, 1864, a supărat-o din nou făcând un efort special pentru a se întâlni cu Garibaldi.
Eduard a fost patron al artelor și al științelor și a ajutat la deschiderea Colegiului Regal de Muzică. În 1891 a fost implicat într-un nou scandal, după ce a dezvăluit că a jucat cărți pe bani cu un an în urmă. Prințul a fost obligat să apară ca martor în instanță pentru a doua oară când unul dintre jucători a intentat proces de calomnie celorlalți jucători care l-ar fi acuzat că a înșelat. În același an, Eduard a fost implicat într-un conflict personal cu Lordul Charles Beresford care l-a amenințat că va dezvălui presei detalii din viața privată a lui Eduard, ca protest împotriva amestecului prințului în aventura cu Contesa de Warwick. Prietenia dintre cei doi bărbați a fost stricată iremediabil iar amărăciunea lor a durat pe tot parcursul vieții lor.
În 1892, fiul cel mare al lui Eduard, Albert Victor, s-a logodit cu Prințesa Victoria Mary de Teck. La câteva săptămâni după logodnă, Albert Victor a murit de pneumonie. Era al doilea copil a lui Eduard care murea. În 1871, fiul său ma mic, John a murit la 24 de ore după naștere.

## Rege

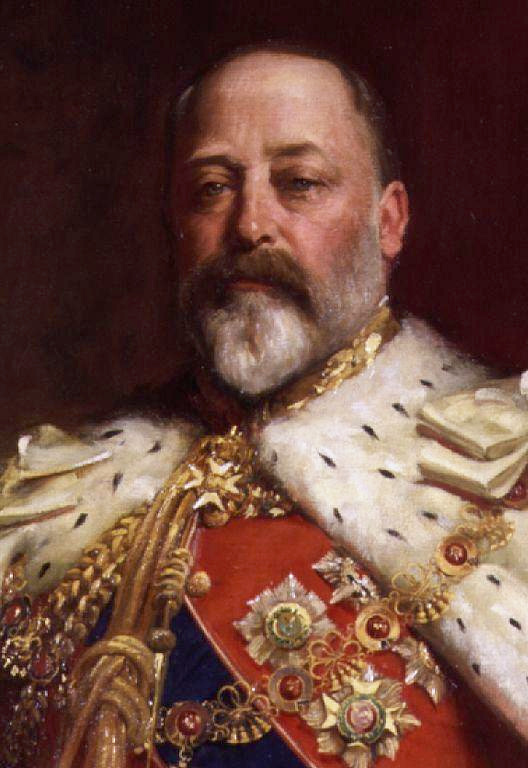
Regele Eduard al VII-lea.

După moartea reginei Victoria la 22 ianuarie 1901, Eduard a devenit rege al Regatului Unit și Împărat al Indiei. A ales să domnească sub numele de Eduard al VII-lea în loc de Albert Eduard - numele ales de mama sa pentru el
A donat casa părinților, Casa Osborne din Isle of Wight statului și a continuat să locuiască la Sandringham. Își permitea să fie mărinimos; finanțele sale erau bine manageriate de Sir Dighton Probyn.
Eduard VII și Alexandra au fost încoronați la Westminster Abbey la 9 august 1902 de arhiepiscopul de Canterbury Frederick Temple în vârstă de 80 de ani. Inițial, încoronarea lui Eduard a fost programată  pentru 26 iunie, însă cu două zile mai devreme de această dată Eduard a fost diagnosticat cu apendicită. Operația a fost făcută de Sir Frederick Treves într-o vreme în care rata mortalității pentru apendicită era mare. La două săptămâni după operație s-a anunțat că regele este în afară de orice pericol. Treves a fost răsplătit cu titlul de baronet  iar operația de apendicită a intrat în obișnuința medicală.
Eduard a renovat palatele regale, a reintrodus ceremoniile tradiționale și a creat noi decorații, cum ar fi "Ordinul de Merit" pentru recunoașterea contribuțiilor la dezvoltarea artelor și științelor. Ca rege, principalele interese ale lui Eduard au fost: domeniul afacerilor externe și chestiunile militare și navale. Vorbind fluent limbile franceză și germană el a făcut o serie de vizite în străinătate iar vacanța anuală o făcea la Biarritz și Marienbad. Una dintre cele mai importante vizite în străinătate a fost vizita oficială din Franța în primăvara anului 1903 ca oaspete al președintelui Émile Loubet.
Eduard, în principal prin mama sa și prin socrul său, s-a înrudit cu aproape toți monarhii europeni și era numit "unchiul Europei" Wilhelm al II-lea al Germaniei, Nicolae al II-lea al Rusiei, Ernest Louis, Mare Duce de Hesse și Charles Edward, Duce de Saxa-Coburg și Gotha erau nepoți ai lui Eduard; regina Victoria Eugenia a Spaniei, Prințesa Moștenitoare Margaret a Suediei, Prințesa Moștenitoare Maria a României, Prințesa Moștenitoare Sofia a Greciei și Împărăteasa Alexandra Feodorovna a Rusiei erau nepoatele sale; Regele Haakon al VII-lea al Norvegiei era nepotul său prin alianță; regele George I al Greciei și regele Frederick al VIII-lea al Danemarcei erau cumnații săi; regele Albert I al Belgiei, regele Carol I al Portugaliei și regele Manuel al II-lea al Portugaliei, țarul Ferdinand al Bulgariei, regina Wilhelmina a Olandei și Prințul Ernst August, Duce de Braunschweig-Lüneburg, erau verișorii săi. Relația dificilă cu nepotul său Wilhelm al II-lea al Germaniei a creat tensiuni între Germania și Marea Britanie.

## Titluri, onoruri, arme
| See adjacent text                             |
| Stema de arme ca Prinț de Wales din 1841–1901 |

|                                                      |
| Stema de arme ca Eduard al VII-lea al Regatului Unit |

|                                                                  |
| Stema de arme ca Eduard al VII-lea al Regatului Unit (în Scoția) |

## Copii
| Portret | Nume                                | Naștere           | Deces             | Soț/Soție (ani naștere & deces) și copii |
| ------- | ----------------------------------- | ----------------- | ----------------- | --- |
|         | Albert Victor, Duce de Clarence     | 8 ianuarie 1864   | 14 ianuarie 1892  | Nu s-a căsătorit și nu a avut copii. A murit la vârsta de 28 de ani de gripă. |
|         | George al V-lea                     | 3 iunie 1865      | 20 ianuarie 1936  | S-a căsătorit cu Prințesa Mary de Teck (1867-1953). A avut șase copii (5 fii și 1 fiică) inclusiv pe regii Eduard VIII și George VI. Primul fiu a renunțat la tron în decembrie 1936 pentru a se putea căsători cu Wallis Simpson, o americancă divorțată. Prin cel de-al doilea fiu, este străbunicul actualului monarh al Regatului Unit, Charles III. |
|         | Louise a Marii Britanii             | 20 februarie 1867 | 4 ianuarie 1931   | S-a căsătorit cu Alexander Duff, Duce de Fife (1849-1912), nepotul nelegitim al regelui William al IV-lea. A avut trei copii, 2 fiice și un fiu (născut mort). |
|         | Victoria Alexandra a Marii Britanii | 6 iulie 1868      | 3 decembrie 1935  | Nu s-a căsătorit și nu a avut copii. A murit la vârtsa de 67 de ani cu o lună înaintea tatălui ei. |
|         | Maud a Marii Britanii               | 26 noiembrie 1869 | 20 noiembrie 1938 | S-a căsătorit în 1896 cu vărul ei primar Prințul Carl al Danemarcei (1872–1957) care în 1905 a devenit regele Haakon al VII-lea al Norvegiei. A avut un singur copil, viitorul rege Olav al V-lea al Norvegiei. Este bunica actualului monarh al Norvegiei, Harald al V-lea.                                                                             |
|         | Prințul Alexander John              | 6 aprilie 1871    | 7 aprilie 1871    | S-a născut prematur și a murit a doua zi. |

## Descendenți
| Descendenții lui Eduard al VII-lea și Alexandrei a Danemarcei |
| --- |
| - 1. Eduard al VII-lea al Regatului Unit (1841-1910) ∞ Alexandra a Danemarcei (1844-1925) - 2. Albert Victor, Duce de Clarence (1864-1892) - 2. George al V-lea al Regatului Unit (1865-1936) ∞ Mary de Teck (1867-1953) - 3. Eduard al VIII-lea al Regatului Unit (1894-1972) ∞ Wallis Simpson (1896-1986) - 3. George al VI-lea al Regatului Unit (1895-1952) ∞ Elizabeth Bowes-Lyon (1900-2002) - 4. Elisabeta a II-a (1926-2022) ∞ Filip, Duce de Edinburgh (n. 1921) - 5. Charles, Prinț de Wales (n. 1948) ∞ (1) Lady Diana Spencer (1961-1997); div. 1996 (2) Camilla Parker Bowles - 6. Prințul William, Duce de Cambridge (n. 1982) ∞ Catherine Middleton (n. 1982) - 6. Prințul Henry de Wales (n. 1984) - 5. Prințesa Anne a Marii Britanii (n. 1950) ∞ (1) Mark Phillips (n. 1948) div. 1992; (2) Timothy Laurence (n. 1955) - 6. Peter Phillips (n. 1977) ∞ Autumn Kelly (n. 1978) - 7. Savannah Phillips (n. 2010) - 7. Isla Phillips (n. 2012) - 6. Zara Phillips (n. 1981) ∞ Michael Tindall (n. 1978) - 5. Andrew, Duce de York (n. 1960) ∞ Sarah Ferguson (n. 1959) div. 1996 - 6. Prințesa Beatrice de York (n. 1988) - 6. Prințesa Eugenie de York (n. 1990) - 5. Edward, Conte de Wessex (n. 1964) ∞ Sophie Rhys-Jones (n. 1965) - 6. Lady Louise Windsor (n. 2003) - 6. James, Viconte Severn (n. 2007) - 4. Prințesa Margaret, Contesă de Snowdon (1930-2002) ∞ Antony Armstrong-Jones, Conte de Snowdon (n. 1930); div. 1978 - 5. David Armstrong-Jones, Viconte Linley (n. 1961) ∞ Lady Serena Stanhope (n. 1970) - 6. Charles Armstrong-Jones (n. 1999) - 6. Margarita Armstrong-Jones (n. 2002) - 5. Lady Sarah Chatto (n. 1964) ∞ Daniel Chatto (n. 1957) - 6. Samuel Chatto (n. 1996) - 6. Arthur Chatto (n. 1999) - 3. Prințesa Mary (1897-1965) ∞ Henry Lascelles, Conte de Harewood (1882-1947) - 4. George Lascelles, Conte de Harewood (1923-2011) ∞ (1) Marion Stein (n. 1926) div. 1967; (2) Patricia Tuckwell (n. 1926) - 5. David, Conte de Harewood (n. 1950) ∞ (1) Margaret Rosalind Messenger; div.1989 (2) Diane Jane Howse - 6. Lady Emily Tsering Shard (n. 1975) ∞ Matthew Shard (n. 1975) - 7. Isaac Shard (n. 2008) - 7. Ida Shard (n. 2008) - 6. Benjamin George Lascelles (n. 1978) ∞ Carolina Vélez Robledo - 6. Alexander Edgar Lascelles (n. 1980) - 6. Edward David Lascelles (n. 1982) - 5. James Lascelles (n. 1953) ∞ (1) Frederica Ann Duhrssen (div. 1985); (2) Lori Susan Lee (div.1996); (3) Joy Elias-Rilwan - 6. Sophie Amber Lascelles (n. 1973) - 6. Rowan Nash Lascelles (n. 1977) - 6. Tanit Lascelles (n. 1981) - 6. Tewa Ziyane Robert George Lascelles (n. 1985) - 5. Jeremy Lascelles (n. 1955) ∞ (1) Julie Baylis (n. 1957); (2) Catherine Isobel Bell - 6. Thomas Robert Lascelles (n. 1982) - 6. Ellen Mary Lascelles (n. 1984) - 6. Amy Rose Lascelles (n. 1986) - 6. Tallulah Grace Lascelles (n. 2005) - 5. Charlotte Patricia Lascelles (n. 1996) - 5. Imogen Mary Lascelles (n. 1998) - 5. Miranda Rose Lascelles (n. 2000) - 4. Gerald Lascelles (1924-1998) ∞ (1) Angela Estree Lyssod D'Arcy Dowding (div.1978); (2) Elizabeth Evelyn Collingwood - 5. Henry Ulick Lascelles (n. 1953) ∞ (1) Alexandra Morton (div.1999); (2) Fiona Wilmott - 6. Maximilian John Gerald (n. 1991) - 5. Martin David Lascelles (n. 1962) ∞ Charmaine Eccleston - 6. Alexander Joshua (n. 2002) - 3. Henric, Duce de Gloucester (1900-1974) ∞ Lady Alice Christabel Montagu Douglas Scott (1901-2004) - 4. Prințul William de Gloucester (1941-1972) - 4. Prințul Richard, Duce de Gloucester (n. 1944) ∞ Birgitte van Deurs (n. 1946) - 5. Alexander Windsor, Conte de Ulster (n. 1974) ∞ Claire Booth - 6. Xan Windsor, Lord Culloden (n. 2007) - 6. Lady Cosima Windsor (n. 2010) - 5. Lady Davina Lewis (n. 1977) ∞ Gary Lewis (n. 1970) - 6. Senna Lewis (n. 2010) - 6. Tāne Mahuta Lewis (n. 2012) - 5. Lady Rose Gilman (n. 1980) ∞ George Gilman - 6. Lyla Beatrix Christabel Gilman (n. 2010) - 3. George, Duce de Kent (1902-1942) ∞ Prințesa Marina a Greciei și Danemarcei (1906-1968) - 4. Prințul Eduard, Duce de Kent (n. 1935) ∞ Katharine Worsley (n. 1933) - 5. George Windsor (n. 1962) ∞ Sylvana Tomaselli (n. 1957) - 6. Edward, Lord Downpatrick (n. 1988) - 6. Lady Marina-Charlotte Windsor (n. 1992) - 6. Lady Amelia Windsor (n. 1995) - 5. Lady Helen Taylor (n. 1964) ∞ Timothy Taylor (n. 1963) - 6. Columbus Taylor (n. 1994) - 6. Cassius Taylor (n. 1996) - 6. Eloise Taylor (n. 2003) - 6. Estella Taylor (n. 2004) - 5. Lordul Nicholas Windsor (n. 1970) ∞ Lady Nicholas Windsor (n. 1969) - 6. Albert Windsor (n. 2007) - 6. Leopold Windsor (n. 2009) - 4. Prințesa Alexandra (n. 1936) ∞ Sir Angus Ogilvy - 5. James Ogilvy (n. 1964) ∞ Julia Caroline Rawlinson - 6. Flora Alexandra (n. 1994) - 6. Alexander Charles (n. 1996) - 5. Marina Ogilvy (n. 1966) ∞ Paul Julian Mowatt (n. 1962; div.1997) - 6. Zenouska May Mowatt (n. 1990) - 6. Christian Alexander Mowatt (n. 1993) - 4. Prințul Michael de Kent (n. 1942) ∞ baroneasa Marie-Christine von Reibnitz (n. 1945) - 5. Lordul Frederick Windsor (n. 1979) ∞ Sophie Winkleman (n. 1980) - 5. Lady Gabriella Windsor (n. 1981) - 3. Prințul John (1905-1919) - 2. Prințesa Louise (1867-1931) ∞ Alexander Duff, Duce de Fife (1849 -1912) - 3. Prințesa Alexandra de Fife (1891-1959) ∞ Prințul Arthur de Connaught (1883-1938) - 4. Prințul Alastair, Duce de Connaught și Strathearn (1914-1943) - 3. Prințesa Maud de Fife (1893-1945) ∞ Charles Carnegie, Conte de Southesk (1893-1992) - 4. James Carnegie, Duce de Fife (n. 1929) ∞ Caroline Dewar (n. 1934; div.1966) - 5. Lady Alexandra Etherington (n. 1959) ∞ Mark Fleming Etherington (n. 1962) - 6. Amelia Mary Carnegie Etherington (n. 2001) - 5. David Carnegie, Conte de Southesk (n. 1961) ∞ Caroline Anne Bunting - 6. Charles Carnegie (n. 1989) - 6. George Carnegie (n. 1991) - 6. Hugh Carnegie (n. 1993) - 2. Prințesa Victoria Alexandra (1868-1935) - 2. Maud de Wales (1869-1938), regină a Norvegiei ∞ regele Haakon al VII-lea al Norvegiei (1872-1957) - 3. Olav al V-lea al Norvegiei (1903-1991) ∞ Prințesa Märtha a Suediei (1901-1954) - 4. Prințesa Ragnhild (1930-2012) ∞ Erling Lorentzen (n. 1923) - 5. Haakon Lorentzen (n. 1954) ∞ Martha Carvalho de Freitas (n. 1958) - 6. Olav Alexander Lorentzen (n. 1985) - 6. Christian Frederik Lorentzen (n. 1988) - 6. Sophia Anne Lorentzen (n. 1994) - 5. Ingeborg Lorentzen (n. 1957) ∞ Paulo César Ribeiro Filho (n. 1956) - 6. Victoria Ragna Lorentzen Ribeiro (n. 1988) - 5. Ragnhild Lorentzen (n. 1968) ∞ Aaron Long - 6. Alexandra Lorentzen Long (n. 2007) - 6. Elizabeth Lorentzen Long (n. 2011) - 4. Prințesa Astrid (n. 1932) ∞ Johan Martin Ferner (n. 1927) - 5. Cathrine Ferner (n. 1962) ∞ Arild Johansen (n. 1961) - 6. Sebastian Ferner Johansen (n. 1990) - 6. Madeleine Ferner Johansen (n. 1993) - 5. Benedikte Ferner (n. 1963) ∞ (1) Rolf Woods (div.1998); (2) Mons Einar Stange (div.2002) - 5. Alexander Ferner (n. 1965) ∞ Margrét Gudmundsdóttir (n. 1966) - 6. Edward Ferner (n. 1996) - 6. Stella Ferner (n. 1998) - 5. Elisabeth Ferner (n. 1969) ∞ Tom Folke Beckmann (n. 1963) - 6. Benjamin Ferner Beckmann (n. 1999) - 5. Carl-Christian Ferner (n. 1972) - 4. Harald al V-lea al Norvegiei (n. 1937) ∞ Sonja Haraldsen (n. 1937) - 5. Prințesa Märtha Louise (n. 1971) ∞ Ari Behn (n. 1972) - 6. Maud Angelica Behn (n. 2003) - 6. Leah Isadora Behn (n. 2005) - 6. Emma Tallulah Behn (n. 2008) - 5. Haakon, Prințul Moștenitor al Norvegiei (n. 1973) ∞ Mette-Marit Tjessem Høiby (n. 1973) - 6. Prințesa Ingrid Alexandra (n. 2004) - 6. Prințul Sverre Magnus (n. 2005) - 2. Prințul Alexander John (n./d. 1871) |